# أورييس
بلدية أورييس (بالإسبانية: Urriés) هي بلدية تقع في مقاطعة سرقسطة التابعة لمنطقة أراغون شمال شرق إسبانيا.

## الديموغرافيا
بلغ عدد سكان بلدية أورييس 36 نسمة عام 2011 (وفقاً للمعهد الوطني الإسباني للإحصاء).
| 88 | 82 | 69 | 55 | 47 | 39 | 36 |